# Choustník
Choustník (německy Chaustnik) je obec v okrese Tábor v Jihočeském kraji. Žije v ní 484 obyvatel. V obci se nachází výrobní závod, ve kterém se vyrábí chipsy Bohemia, Chio, Pom-bär a dále výrobky značky NutLine.

## Historie
První písemná zmínka o obci pochází z roku 1282, kdy se připomíná Beneš de Huznich. V roce 1379 byla ves uváděna jako villa Chusnik. V 15. a v 16. století byla ves uváděna jako Chustnice.

## Obecní symboly
Na jednání obecního zastupitelstva dne 25. února 2016 byl starosta obce Jan Kubart pověřen přípravou a realizací obecního znaku a vlajky. Do té doby obec neoficiálně užívala nejstarší znak pánů z Choustníka. Starosta oslovil heraldika Mgr. Jana Tejkala, který připravil 5 variant obecních symbolů. 27. dubna 2016 zastupitelstvo obce vybralo jednu z možností a tento návrh byl  odeslán do Poslanecké sněmovny ČR. Symboly byly uděleny 8. listopadu 2016 (číslo rozhodnutí: 56). 14. února 2017 byly symboly slavnostně předány z rukou předsedy Poslanecké sněmovny ČR starostovi obce.

### Znak
Znak obce vychází z erbu pánů z Choustníka, obsahuje obecnou figuru zlatého kosmého hradebního žebříku v modrém štítě ve spojení s heroldskou figurou zlatého volného lemu, přičemž počet dvou takto vzniklých „obvodových pruhů“, modrého a zlatého, koresponduje s počtem dvou připojených částí obce, jimž jsou Kajetín a Předboř.
Oficiální popis: V modrém štítě s volným lemem kosmý hradební žebřík, obojí zlaté.

### Vlajka
Vlajka obce je tvořena modrým listem o poměru stran 2:3 se žlutým kosým hradebním žebříkem a žlutým volným lemem ve druhé a patnácté šestnáctině šířky listu a ve druhé a dvacátétřetí dvacetičtvrtině délky listu.
Oficiální popis: Modrý list se žlutým rámem širokým šestnáctinu šířky listu a stejně širokým modrým lemem. Uprostřed kosmo žlutý hradební žebřík. Poměr šířky k délce listu je 2:3.

## Obyvatelstvo
| Rok            | 1869  | 1880 | 1890 | 1900 | 1910 | 1921 | 1930 | 1950 | 1961 | 1970 | 1980 | 1991 | 2001 | 2011 | 2021 |
| -------------- | ----- | ---- | ---- | ---- | ---- | ---- | ---- | ---- | ---- | ---- | ---- | ---- | ---- | ---- | ---- |
| Počet obyvatel | 1 055 | 998  | 948  | 917  | 912  | 866  | 791  | 582  | 747  | 653  | 565  | 629  | 525  | 501  | 484  |
| Počet domů     | 126   | 131  | 138  | 139  | 136  | 132  | 139  | 155  | 149  | 142  | 138  | 209  | 233  | 245  | 244  |

## Části obce
- Choustník
- Kajetín
- Předboř

Od 1. dubna 1976 do 23. listopadu 1990 k obci patřil i Krtov.

## Pamětihodnosti
- Kostel Navštívení Panny Marie
- Zámek Choustník v centru obce
- Křížek nedaleko kostela
- Dvě výklenkové kapličky, jedna v centru obce v návesním parku a druhá při silnici na Krtov
- Pomník padlým v letech 1914–1919 na návsi
- Nedaleko obce se nachází hrad Choustník a přírodní rezervace Choustník.

## Osobnosti
- Václav Vilém Václavíček (1798–1862), katolický kněz

## Galerie

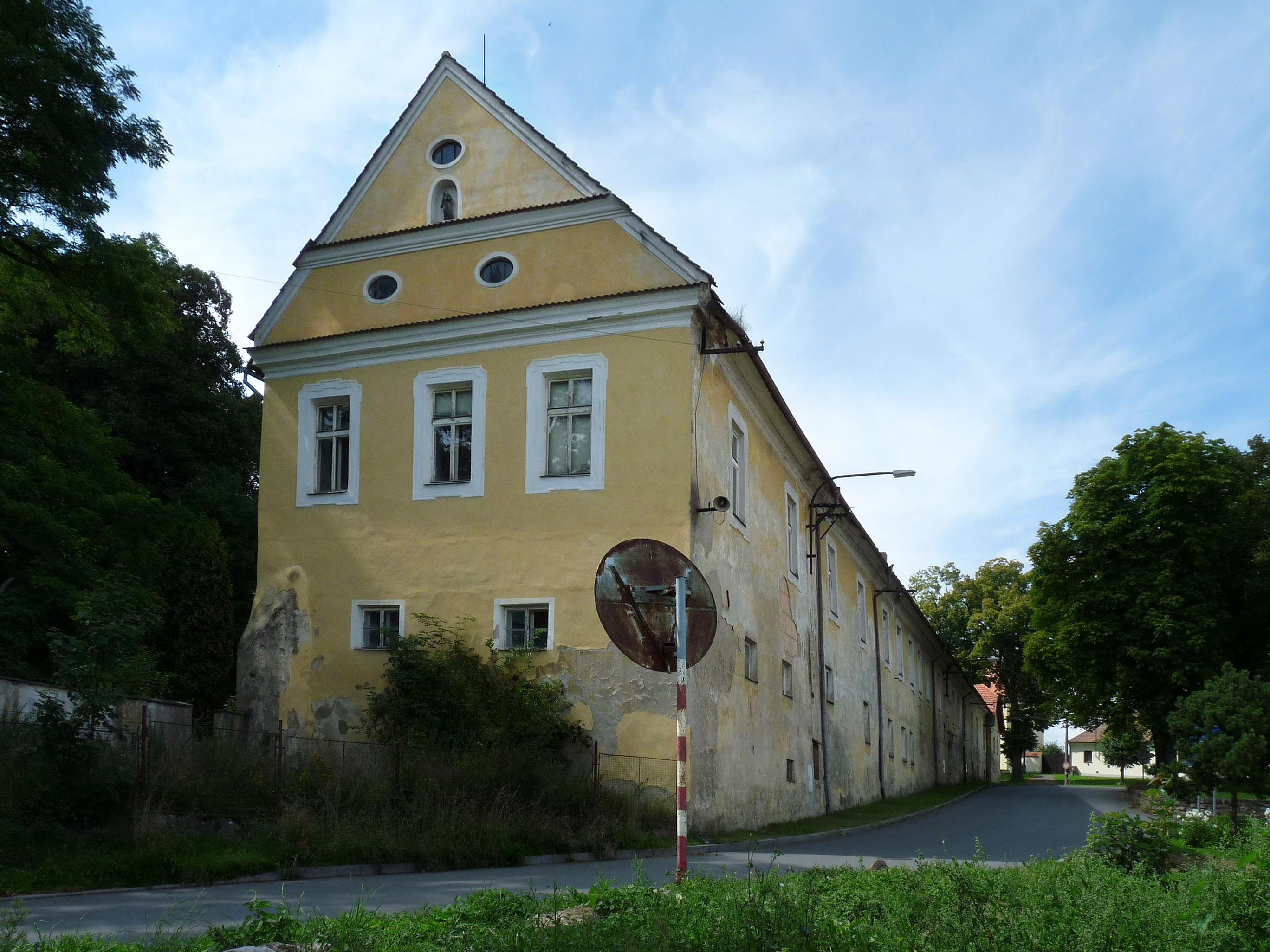
Budova zámku
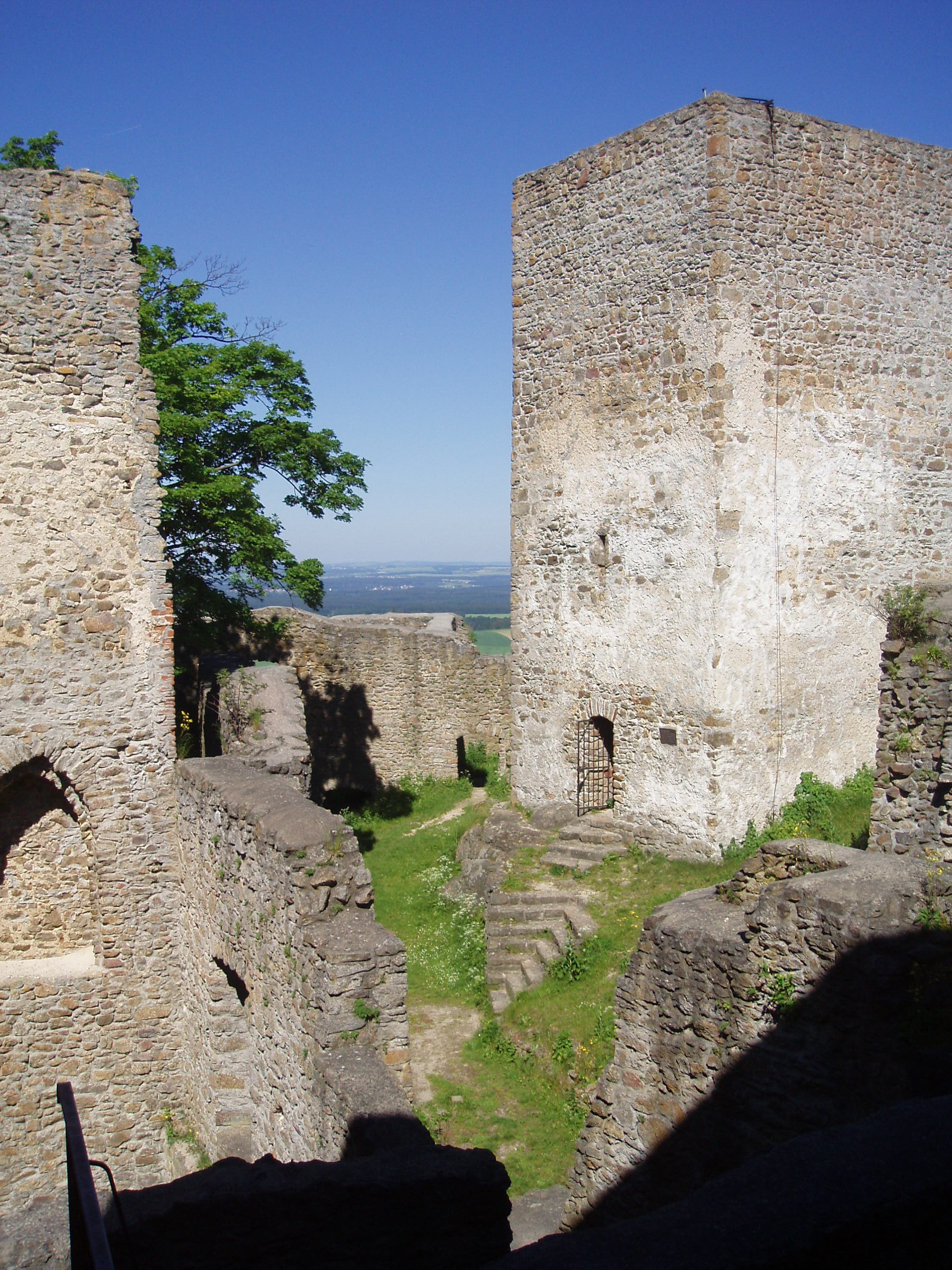
Hrad Choustník nad stejnojmennou obcí